# Neupont
Neupont is een gehucht nabij het Belgische Halma, een deelgemeente van Wellin. Neupont ligt in de provincie Luxemburg.
Het gehucht bevindt zich ten zuiden van de dorpskern van Halma op de linkeroever van de Lesse.

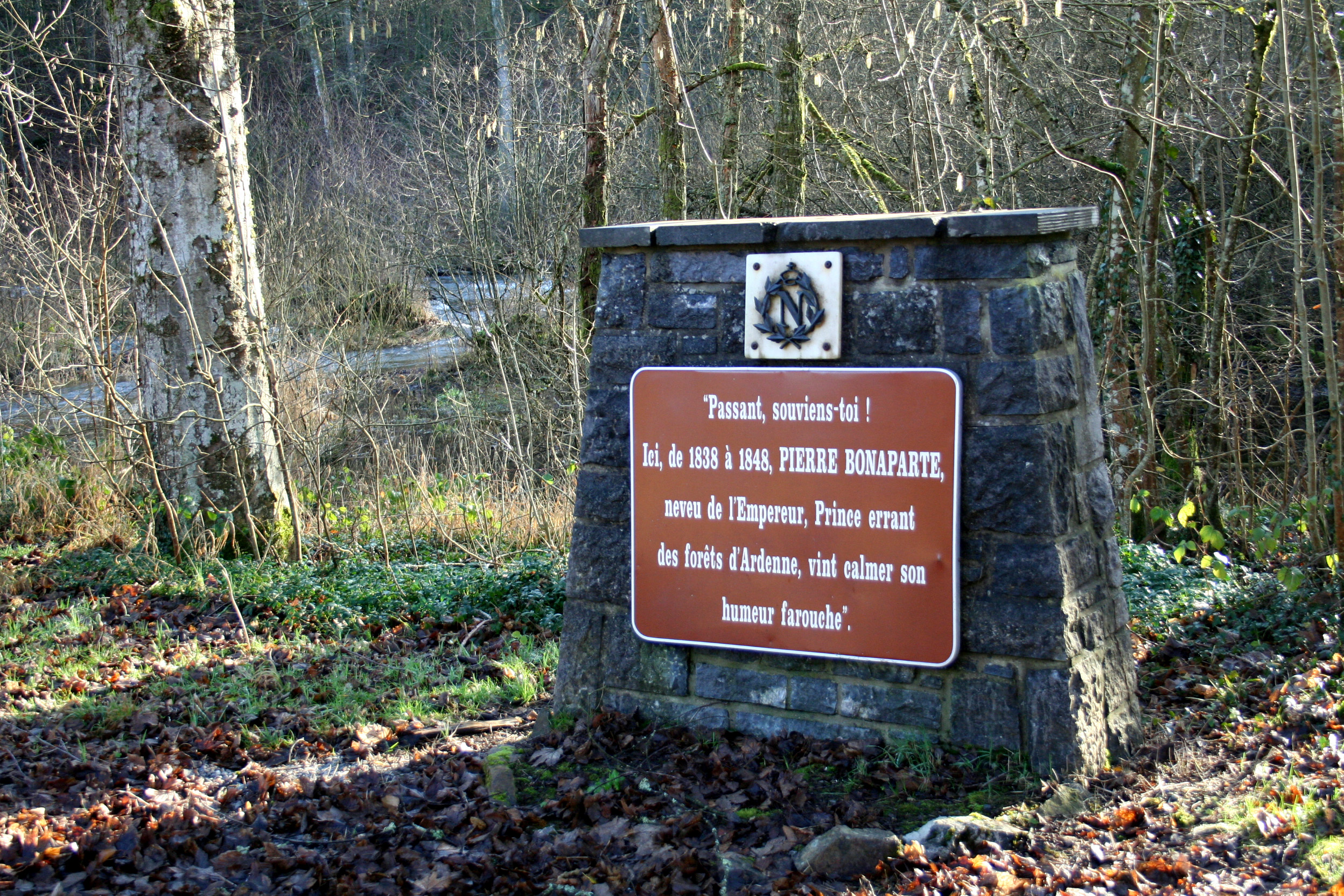
Monument ter ere van Pierre Napoleon Bonaparte

Deelgemeenten: Chanly · Halma · Lomprez · Sohier · Wellin

Overige dorpen en gehuchten: Barzin · Froidlieu · Fays-Famenne · Neupont

Belgische gemeenten · Arrondissement Neufchâteau · Luxemburg · Wallonië